# Ferenc Nagy

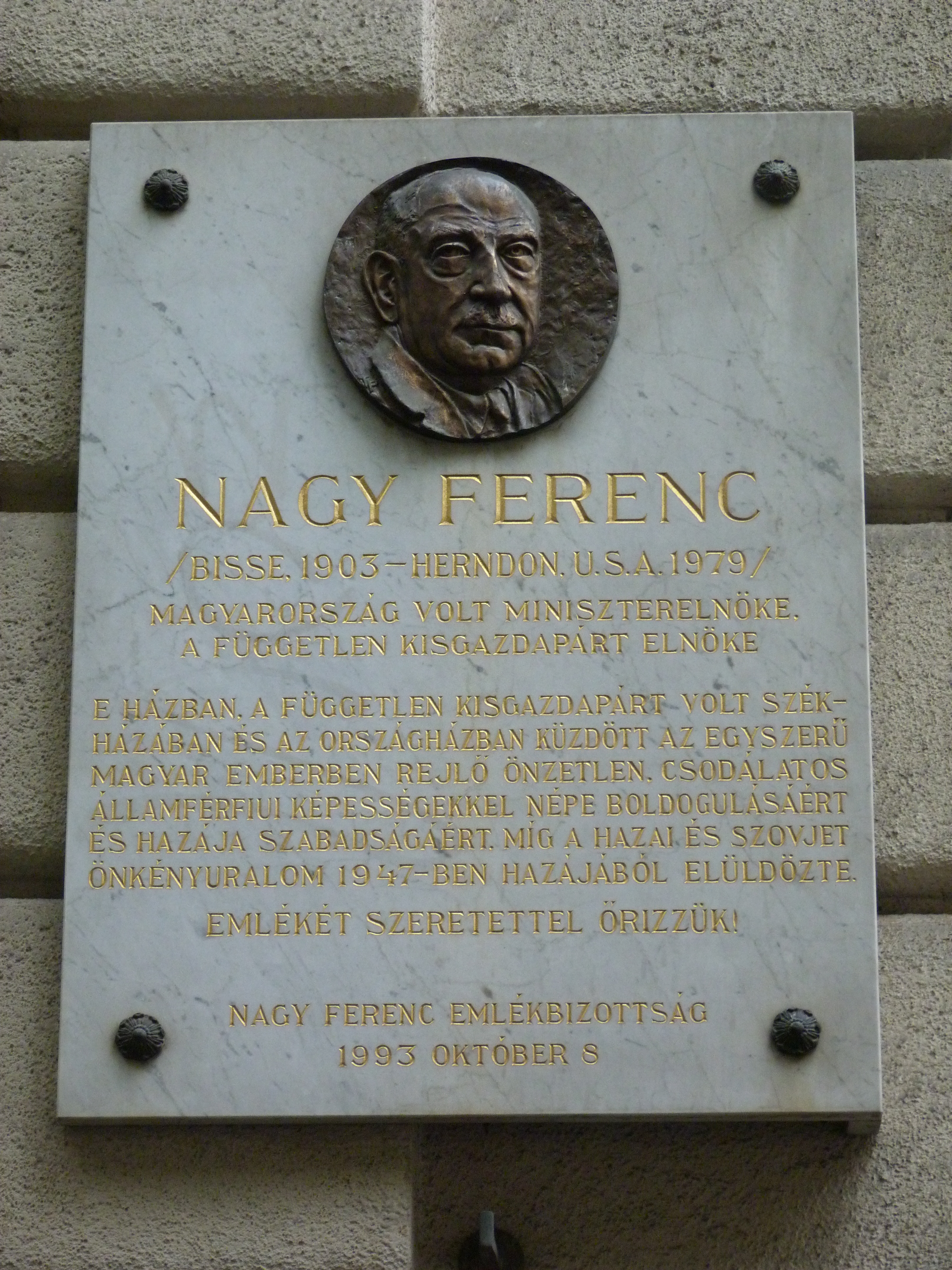
Pamětní deska v Budapešti

Ferenc Nagy [naď] (8. října 1903 Bisse (Maďarsko) - 12. června 1979 Fairfax, Virginie, USA) byl maďarský politik, v letech 1946-1947 předseda vlády, který v květnu 1947 emigroval do USA z důvodu změny politických poměrů.

## Život a působení
Narodil se v rolnické rodině ve vesnici Bisse v jihovýchodním Maďarsku, asi 20 km jižně od Pécse. Mezi válkami byl poslancem Malorolnické strany, která v listopadu 1945 vyhrála maďarské volby. Její předseda Zoltán Tildy byl 1946 zvolen prezidentem republiky a Nagy se stal ministerským předsedou koaliční vlády. V roce 1947 se vystupňoval tlak komunistů, tajné služby mu - patrně se sovětskou podporou - unesly syna, takže musel odstoupit a emigrovat. Žil pak v USA, kde také přednášel. Jeho politické vzpomínky vyšly v roce 1948.